# Старых, Марина Леонидовна
Марина Леонидовна Старых (род. 17 мая 1952) — советская и российская актриса театра и кино.

## Биография
Родилась 17 мая 1952 года.
В 1973 году окончила Ленинградский государственный институт театра, музыки и кинематографии. С 1973 по 1982 годы работала в Ленинградском ТЮЗе, а с 1982 года является актрисой Большого драматического театра имени Г. А. Товстоногова (до 1992 года БДТ имени Горького).
Первой заметной работой для молодой актрисы в кинематографе стала роль в музыкальной комедии «Соломенная шляпка», где она сыграла роль Элен Нонанкур, дочь богача-садовника и невесту Фадинара. В последующие годы Марина Старых сыграла в ряде фильмов, среди которых были главные роли в фильмах «Открытое сердце», «Перегон», «Шантажист», «Бархан». Также Старых сыграла в ряде сериалов, среди которых «Улицы разбитых фонарей» (сезоны 2, 6, 12), «Литейный» (5 сезон), «Береговая охрана» и др.

## Роли в театре

### БДТ имени Горького
- «Кафедра» В. В. Врублевская — Соля
- «Модели сезона» Г. С. Рябкин — Кира Воронцова
- «Киноповесть с одним антрактом» А. М. Володин — Наташа
- «Театр времен Нерона и Сенеки» Э. С. Радзинский — Венера
- «За чем пойдешь, то и найдешь» А. Н. Островский — Анфиса; Химка
- «Божественная Лика» А. Ремез — Лика
- «Амадеус» П. Шеффер — Придворная дама
- «Визит старой дамы» Ф. Дюрренматт — Луиза
- «Антигона» Ж. Ануй — Эвридика
- «Ромео и Джульетта» У. Шекспир — Леди Капулетти
- «Баллада о невеселом кабачке» Э. Олби — Эмма Хейл
- «Ложь на длинных ногах» Э. де Филиппо — Акушерка
- «Двенадцатая ночь, или Как пожелаете» У. Шекспир — Придворная дама.

## Фильмография
- 1974 — Последний день зимы — эпизод
- 1974 — Соломенная шляпка — Элен Нонанкур, невеста Фадинара (озвучивает Галина Чигинская)
- 1979 — Прогулка, достойная мужчин — Галя
- 1982 — Открытое сердце — Люба
- 1984 — Перегон — Агния
- 1984 — Пусть цветёт иван-чай — мама Алёши
- 1985 — Друзей не выбирают — Тося
- 1986 — Жалоба — Маргарита Георгиевна Кливцова, помощник областного прокурора
- 1987 — Шантажист — Аглая Антоновна Рубцова, мать Миши, гримёр в театре
- 1988 — Гнев отца (короткометражный) — Кэт
- 1989 — Бархан — Ирина, жена Гоши
- 1990 — Сон девственницы
- 1990 — Час оборотня — Тая, наборщица
- 1991 — Австрийское поле — эпизод
- 1991 — Миленький ты мой — Кира
- 1993 — Жизнь с идиотом — подруга
- 1998 — Примадонна Мэри — эпизод
- 1999 — Улицы разбитых фонарей (2-й сезон) — Надежда Николаевна Аджакова
- 2000 — Империя под ударом — Столыпина
- 2004 — Улицы разбитых фонарей (6-й сезон) — Валентина Федоровна
- 2005 — Брежнев — секретарь Тихонова
- 2007 — Хлеб той зимы
- 2011 — Встречное течение — мама Лены
- 2011 — Литейный (5-й сезон) — Светлана Викторовна
- 2011 — Любовь и разлука — директор педучилища
- 2011 — Счастливчик Пашка — Антонина Викентьевна, тётя Павла
- 2011 — Чужой район — мать Кирилла
- 2012—2014 — Береговая охрана — Татьяна Васильевна Левитина, мать Ольги
- 2012 — Улицы разбитых фонарей (12-й сезон) — Нина Михайловна
- 2012 — Хвост — регистратор
- 2013 — Дознаватель-2 — Марина Анатольевна, тёща Кухарькова
- 2013 — Морские дьяволы. Смерч — Тамара Сергеевна, мать Волкова
- 2013 — Шаман-2 — Наталья Фёдоровна, мать Демьяна
- 2014 — Половинки невозможного — Валентина Фёдоровна, мать Ирины
- 2014 — Тест на беременность — Елизавета Николаевна, мать Родиона
- 2014 — Шаманка — Надежда Сергеевна Машукова, подруга Волиной
- 2015 — Белая стрела. Возмездие — эпизод
- 2015 — Невский — Панкратова, мать Михаила
- 2015 — Профиль убийцы-2 — Любовь Викторовна, сестра Петрова
- 2015 — Такая работа — Вера Ильинская, мать Миши
- 2016 — Так поступает женщина — Виктория Арнольдовна, бабушка Кирилла
- 2017 — Казнить нельзя помиловать — врач-гинеколог
- 2018 — Крепкая броня — Зинаида Сергеевна, мать Дмитрия
- 2018 — Мажор (3-й сезон) — Нина Валерьевна Краснова, психиатр
- 2019 — Замок из песка — бомжиха
- 2019 — След лисицы на камнях — Нина Худякова
- 2020 — Женщина наводит порядок
- 2021 — Родитель — учительница